# 't Peeske
't Peeske is een voormalige watermolen, thans een uitspanning direct aan het Bergherbos in Beek in het Montferland. 
De watermolen werd gebouwd in 1885 door bakker Reijers om te dienen als korenmolen, maar al snel bleek er te weinig wateraanbod te zijn om de hele week te kunnen draaien. Na verschillende bestemmingswisselingen (damesboordenwasserij, forellenkwekerij  en badhuis) fungeerde het gebouw met het later geplaatste woonhuis sinds 1924 onder verschillende uitbaters als uitspanning. 
In 1949 verkocht de familie Reijers het gebiedje van 70 are aan Huis Bergh. Bij een renovatie in 2003 kreeg het café-restaurant een overdekt terras met daarnaast een kleine informatieruimte van Natuurmonumenten. Het bouwwerk wordt genoemd als een gemeentelijk monument.
Naast de uitspanning ligt een hoge bosvijver met een smal beekje naar een lager gelegen meertje met een bronbos. Vroeger kon men hier een waterfiets huren. Bij 't Peeske vindt men ook een natuurcamping met dezelfde naam en de waterspeelplaats 'speelnatuur van OERRR'. Aan de vijver staan een paar boomstammen van oude bomen die door een houtsnijder tot sculpturen met diervoorstellingen zijn omgewerkt.
Door de grote parkeerplaats van Natuurmonumenten aan de Peeskesweg is deze uitspanning een geliefd vertrekpunt voor diverse wandelroutes door het Bergherbos, bijvoordeeld naar uitkijktoren op de top van de Hulzenberg. De Peeskesweg is een smalle verbindingsweg met fietsstroken, dwars door het bos, vanuit Beek in de richting van Stokkum en 's-Heerenberg. Op oude kaarten is te zien dat de naam 'Peeskesweg' al in gebruik was voordat de molen werd gebouwd, en voordat de bosvijver door opstuwing als een kunstmatig waterreservoir werd aangelegd. De naam zou teruggaan op het latijnse woord 'pascuum' voor waterrijke, vruchtbare plek.

## Afbeeldingen

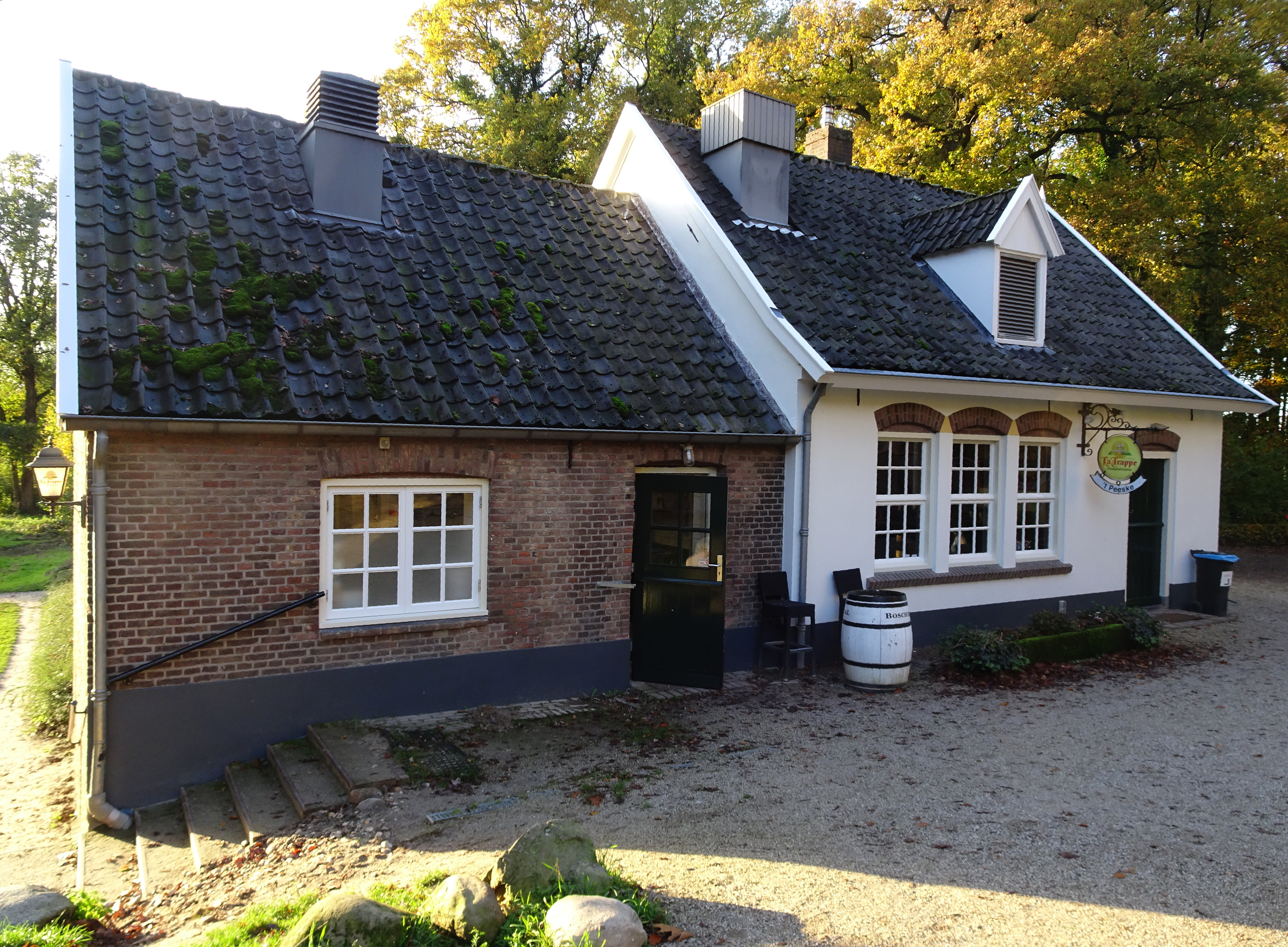
't Peeske
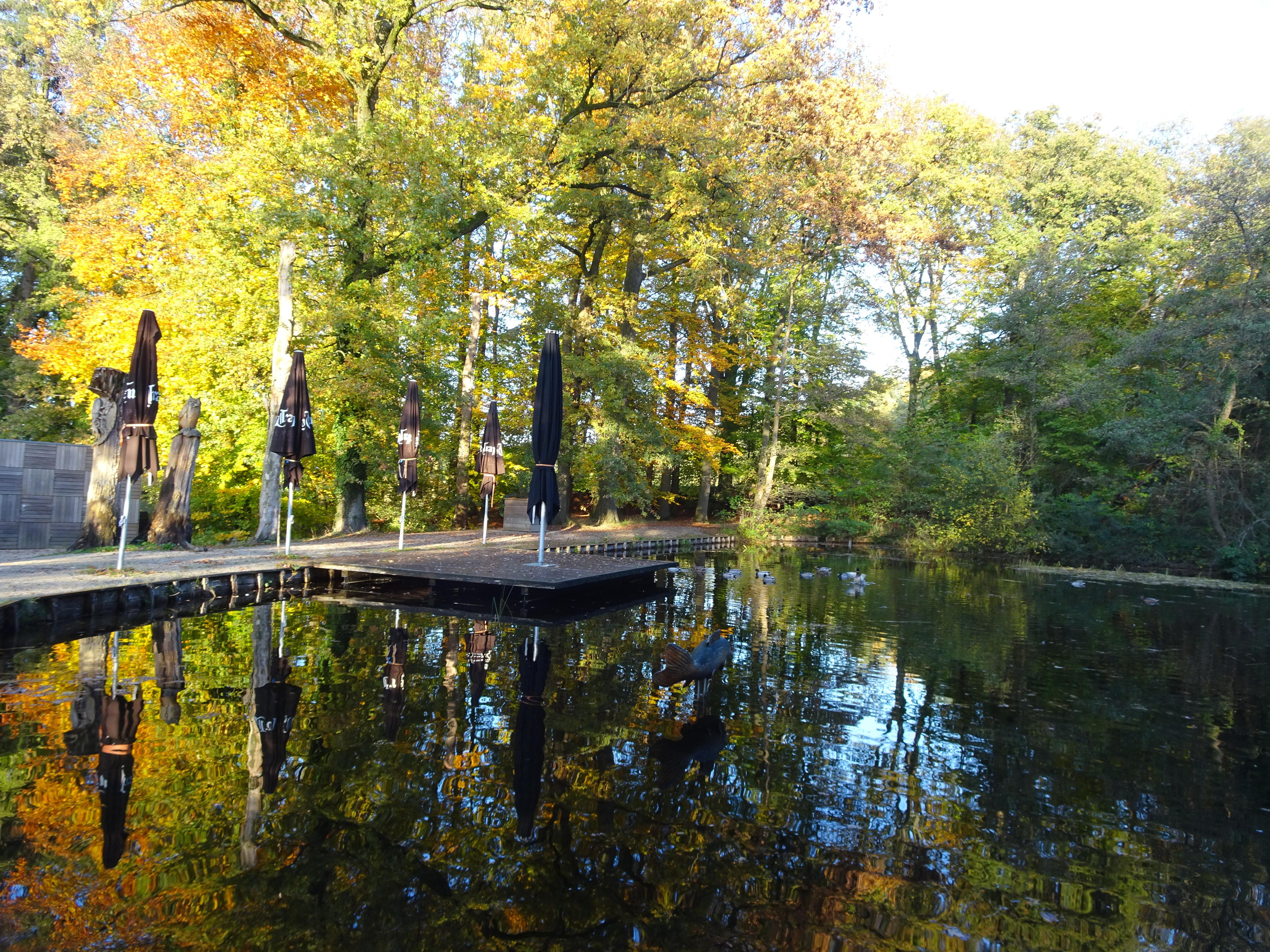
Bosvijver met terras
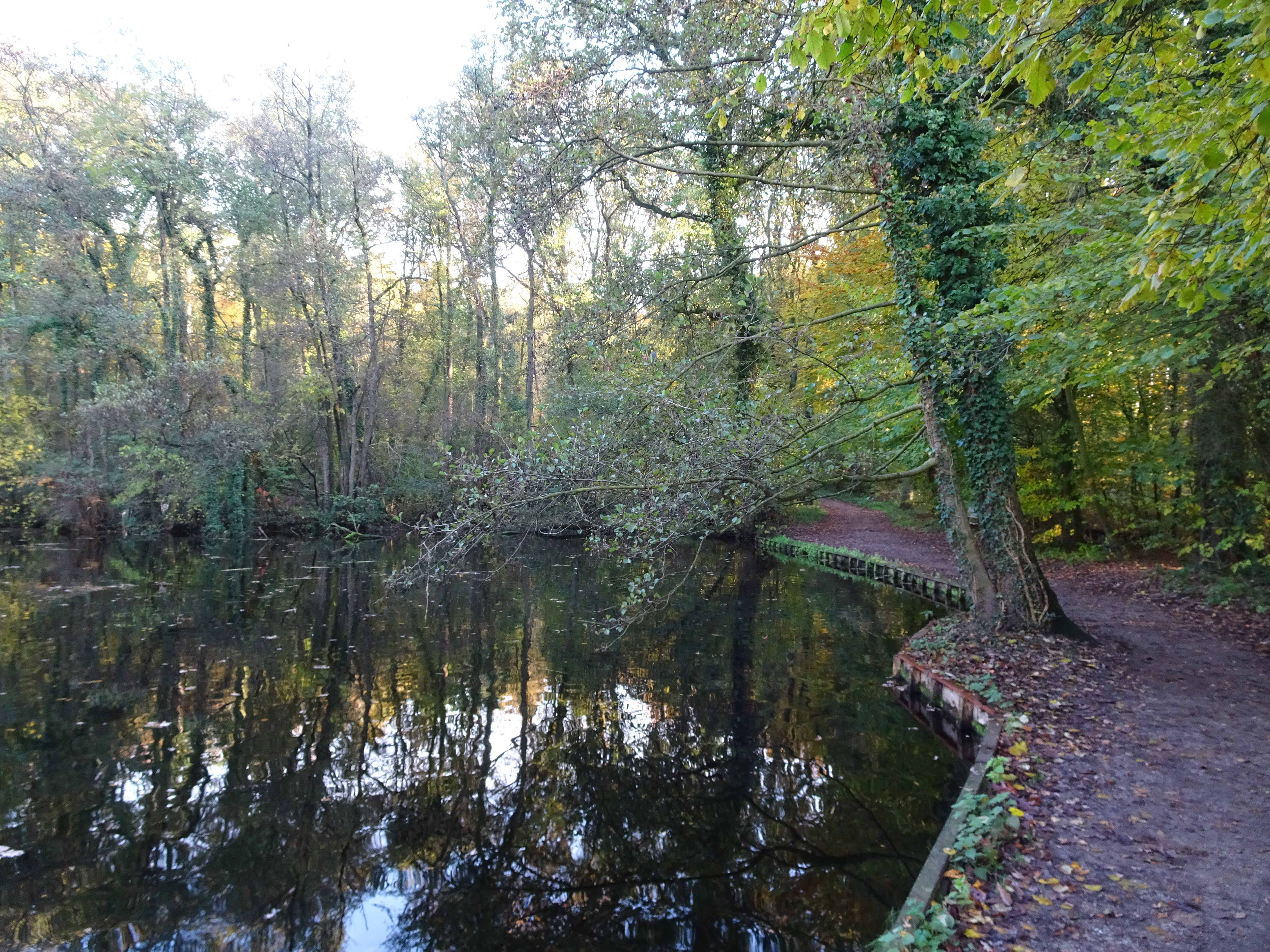
Bosvijver met wandelpaden
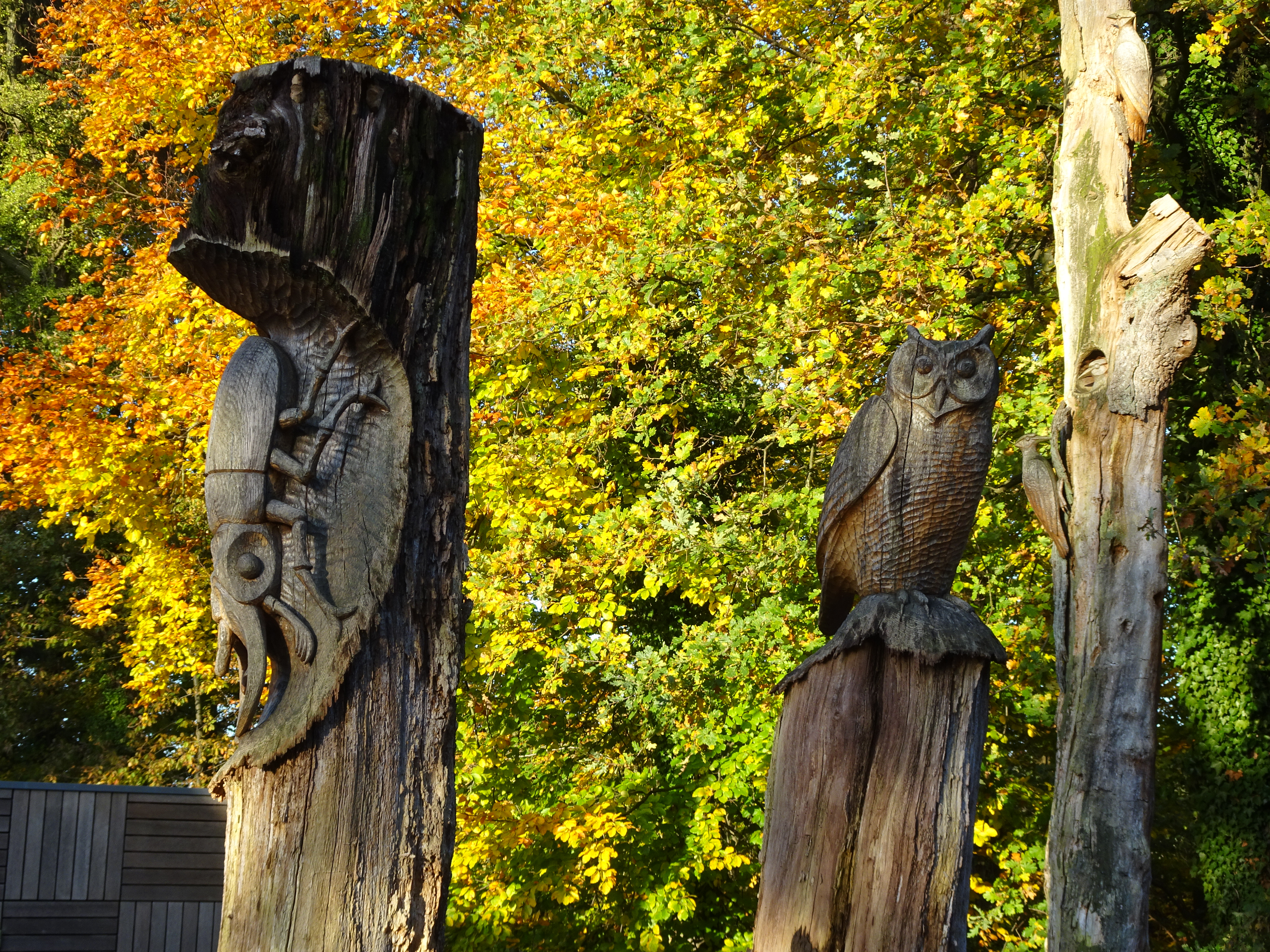
Houtsnijwerk bij de vijver
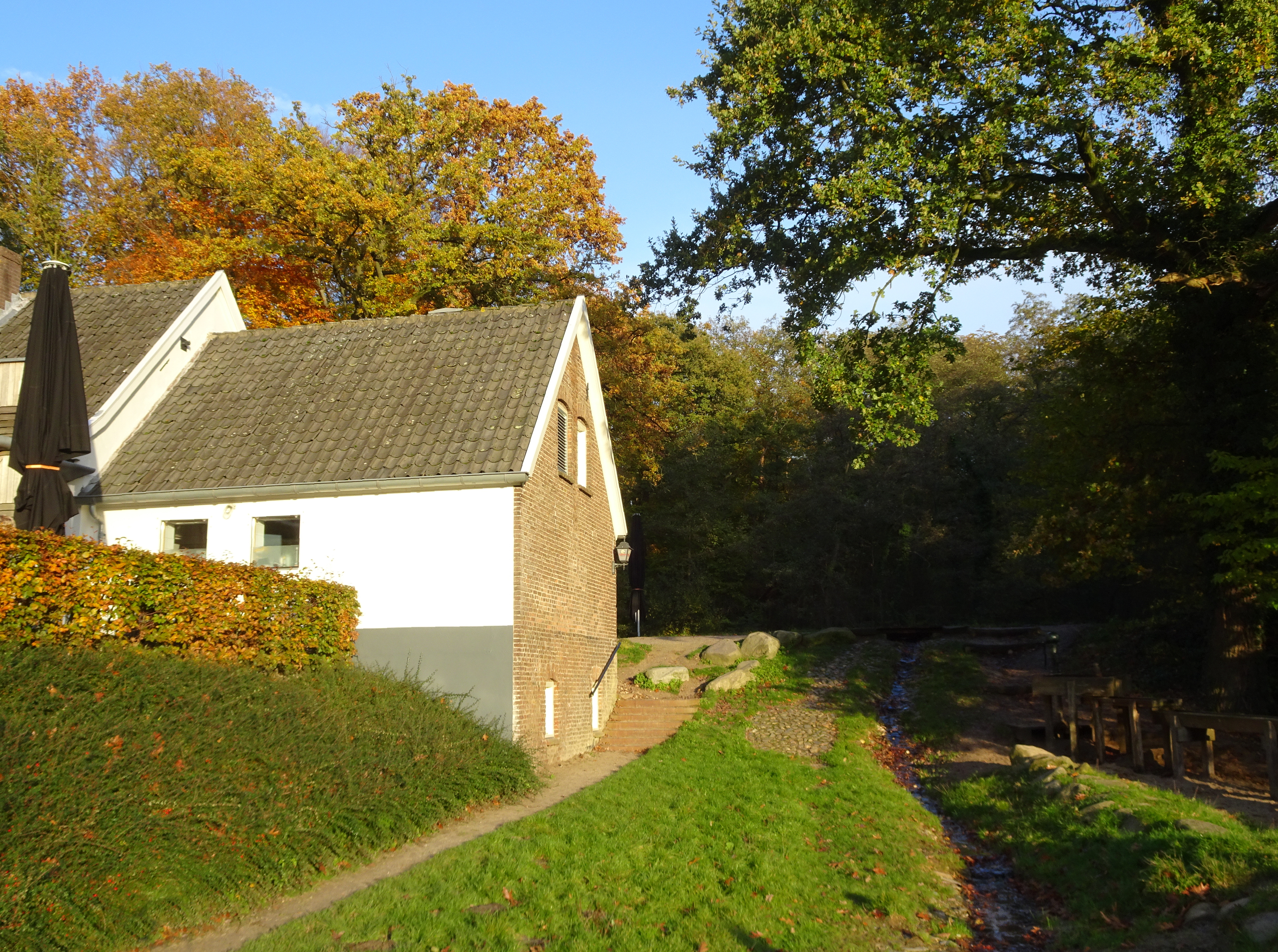
Niveauverschil bij het bronbeekje
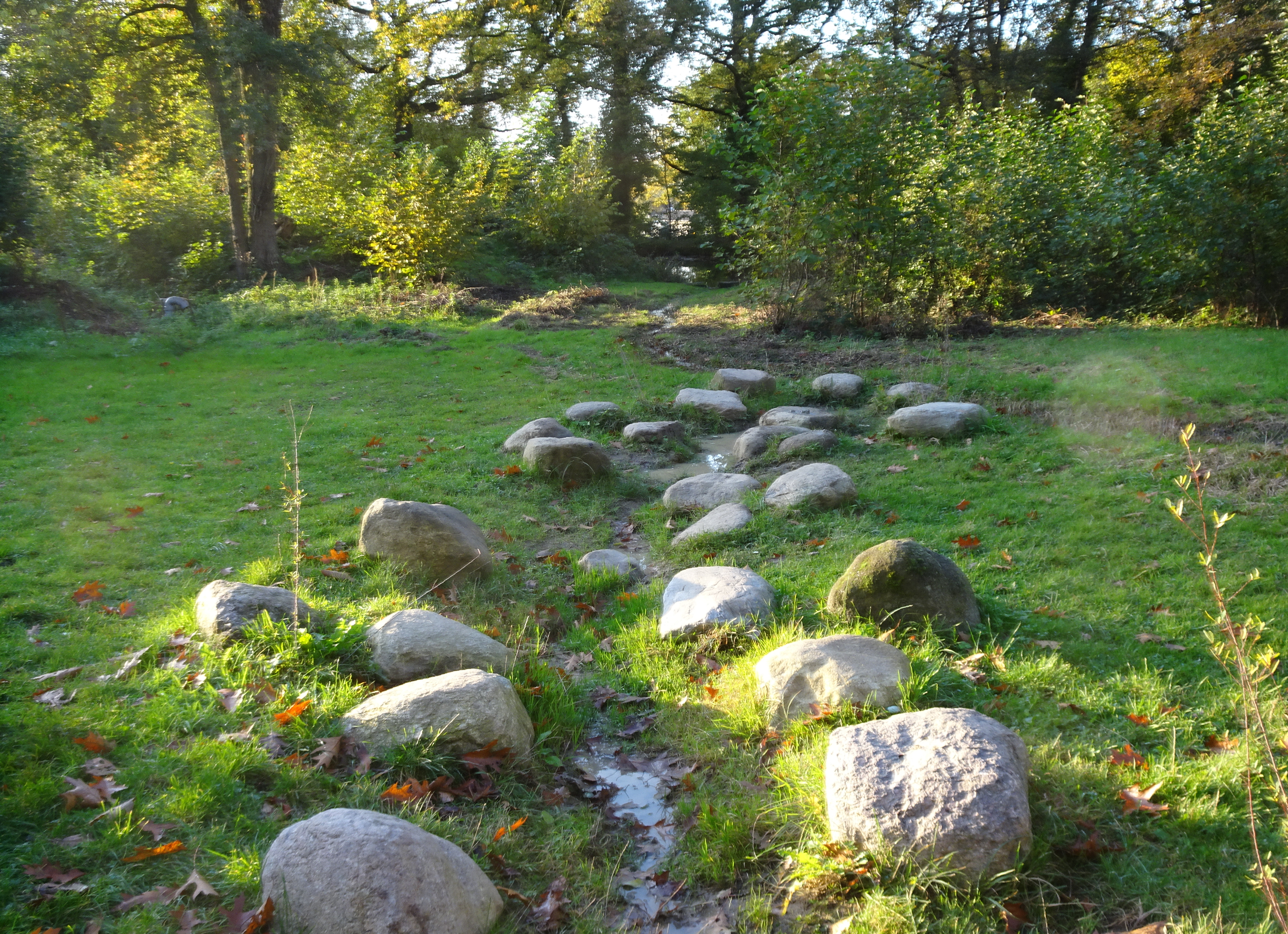
Beek naar het bronbos
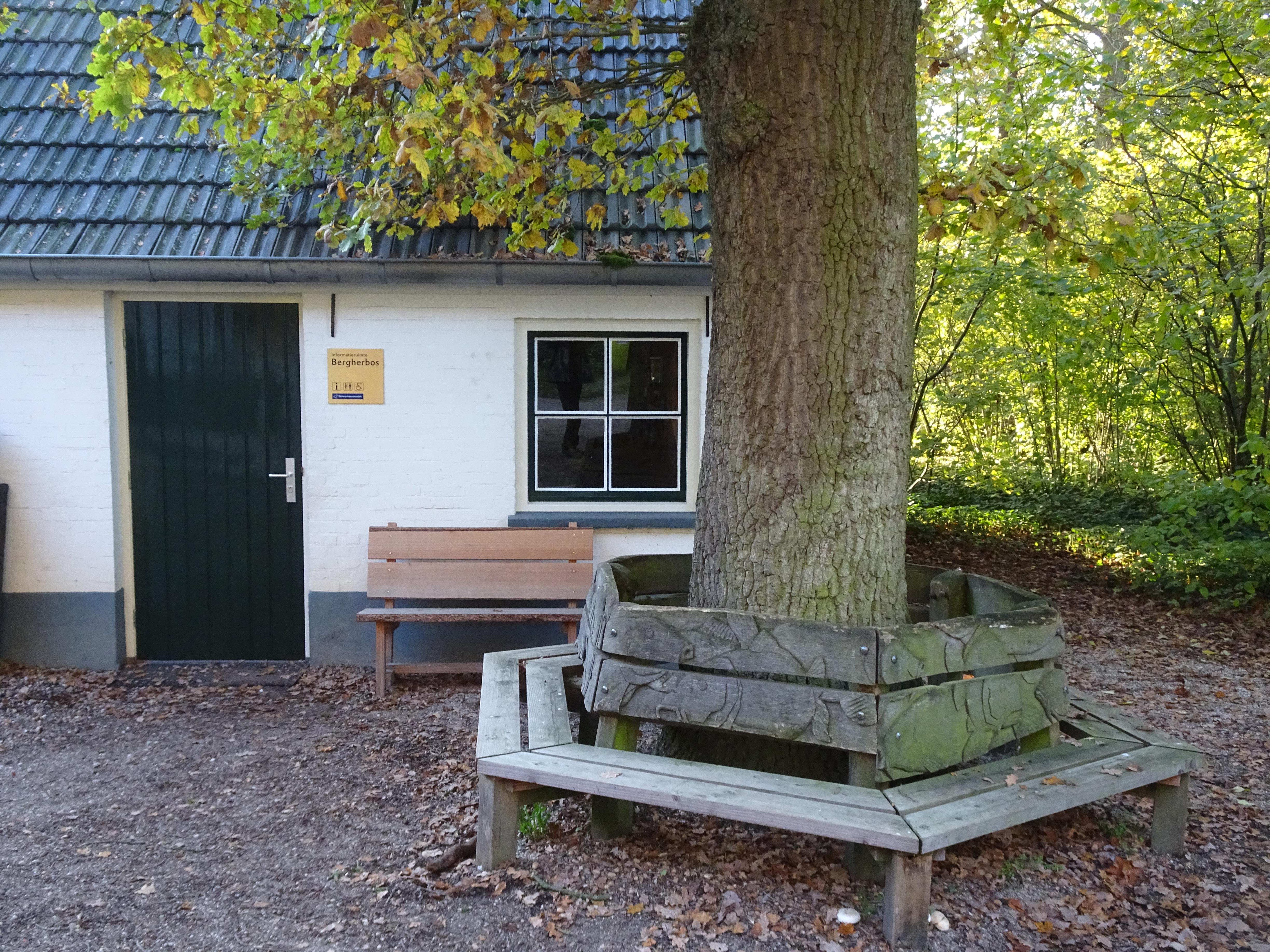
Rustbanken bij inforuimte
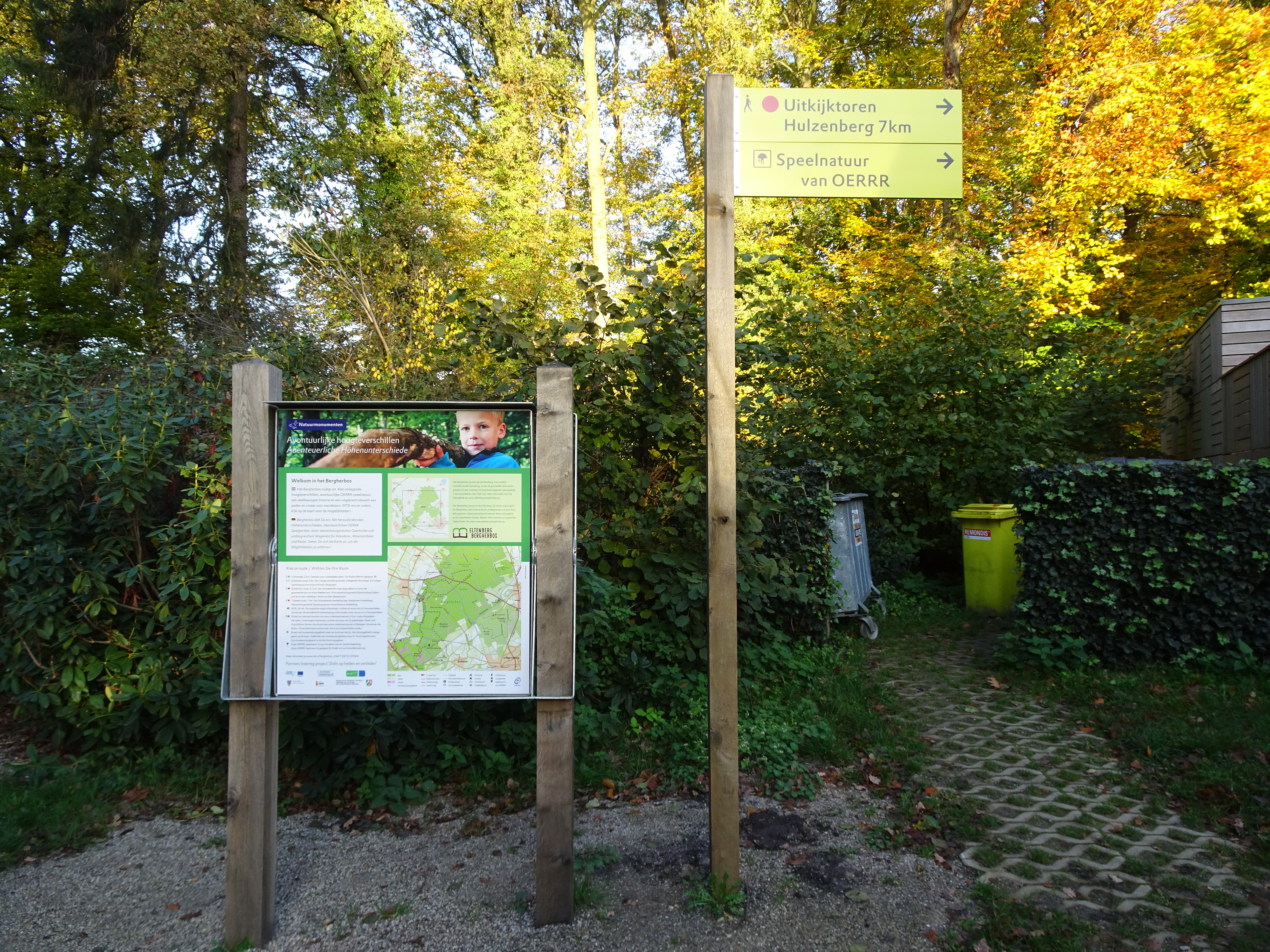
Infobord en richtingwijzers